# 좌약

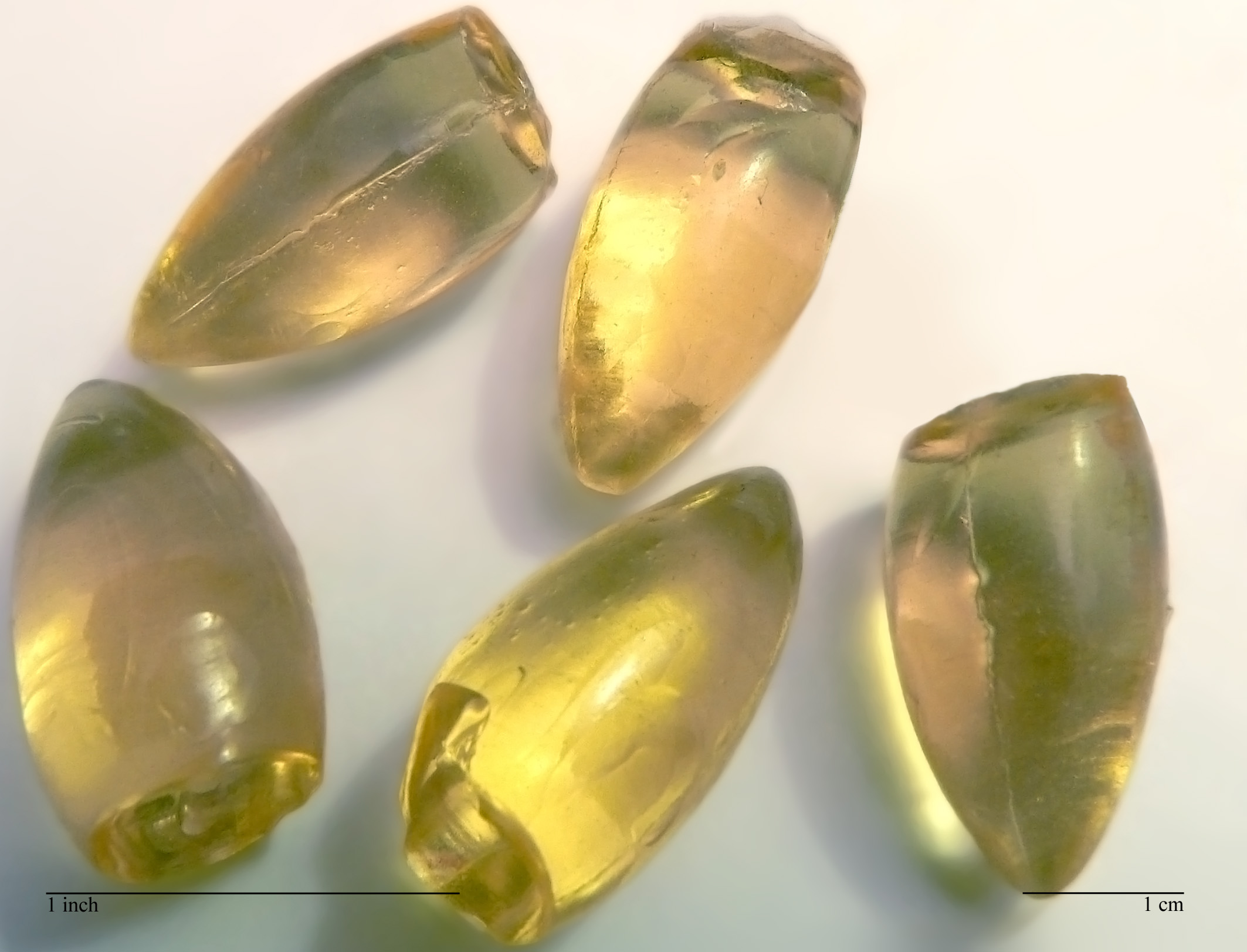
글리세롤 좌약 (완하제)

좌약(坐藥)은 직장, 질, 요도에 삽입하여 체온으로 녹여서 약효를 내게 만든 약을 가리킨다.
일반적으로 좌약은 고체 상태로 삽입하는 것이 원칙이며, 이렇게 하면 몸 안에 녹아서 약이 전달될 수 있다.

## 목적
- 완하제 전달
- 치질 치료
- 프로메타진, 아스피린 따위의 물질 전달
- 일반적인 의학 관리 목적

## 같이 보기
- 관장
- 페서리